# Carl Rathjens jun.
Carl Rathjens jun.(* 12. Mai 1914 in Hamburg; † 4. Oktober 1994 in Saarbrücken) war ein deutscher Geograph und Hochschullehrer. Er widmete sich einer breiten Palette geographischer Forschungsbereiche, darunter der Erforschung des islamischen Orients. Entscheidende Anstöße lieferte er bei der Erforschung der klimatischen und anthropogenetischen Geomorphologie.

## Leben
Carl Rathjens kam 1914 als Sohn des Geographen Carl August Rathjens und seiner Ehefrau Ursula, geborene Streichert, zur Welt und wurde evangelisch getauft. Nach dem Abitur an der humanistischen Abteilung der reformpädagogischen Schulfarm Insel Scharfenberg, wo er infolge der Scheidung der Eltern 1920 untergebracht war, begann er im Sommer 1932 sein Studium der Naturwissenschaften in Berlin, mit Schwerpunkt auf Geographie und Geologie. Nach seinem Wehrdienst 1937–39 erfolgte die Teilnahme am Zweiten Weltkrieg. 1940 ehelichte er die ein Jahr jüngere Lehrerin Lisbeth Anna Rosa. Aus der Ehe sollten zwei Kinder, ein Sohn und eine Tochter, hervorgehen. Im November 1945 trat Rathjens in die SPD ein, verließ sie jedoch Mitte der 1950er Jahre nach einem Konflikt mit der Fraktion über die Besoldung von Hochschullehrern wieder. Ab 1946 arbeitete er als Assistent bei Wilhelm Credner und habilitierte sich 1947 in Geographie. 1956 wurde Rathjens auf den Lehrstuhl für Physikalische Geographie an der Universität Saarbrücken berufen und leitete dort verschiedene akademische Gremien. Geprägt von seinen Lehrern widmete sich Rathjens dem breiten Spektrum der Geographie sowie der Erforschung des islamischen Orients, besonders Afghanistan. Er förderte die interdisziplinäre Orientforschung und war Mitbegründer des „Arbeitskreises Afghanistan“. Rathjens trug wesentlich dazu bei, das Verständnis für die Auswirkungen des Klimas und menschlichen Einflusses auf die Landschaftsformung zu vertiefen und gab früh entscheidende Impulse für die Erforschung des Phänomens der Desertifikation. Neben der maßgeblichen Beteiligung am Aufbau und der Organisation des Geographischen Instituts, übernahm Rathjens Aufgaben in der universitären Selbstverwaltung. Dazu gehörten seine Rolle als Gründungsvorsitzender des Studentenwerks und sein Amt als Dekan der Philosophischen Fakultät. Als Vorsitzender des Zentralverbandes der deutschen Geographen erlebte er den methodischen Umbruch seines Fachgebietes. 1979 wurde er emeritiert und verstarb nach seinem 80. Geburtstag 1994 in Saarbrücken.

## Schriften (Auswahl)
- Geomorphologie für Kartographen und Vermessungsingenieure. Lahr/Schwarzwald 1958, OCLC 610981771.
- Die Formung der Erdoberfläche unter dem Einfluß des Menschen. Grundzüge der Anthropogenetischen Geomorphologie. Stuttgart 1979, ISBN 3-519-03413-1.
- 40 Jahre Forschungen über Afghanistan. Liestal 1996 (postum), OCLC 243839612.
- Wege eines Geographen. St. Ingbert 1997(postum), ISBN 3-86110-145-9.